# Sterculia lanceolata
Sterculia lanceolata är en malvaväxtart som beskrevs av Antonio José Cavanilles. Sterculia lanceolata ingår i släktet Sterculia och familjen malvaväxter.

## Underarter
Arten delas in i följande underarter:
- S. l. coccinea
- S. l. principis

## Bildgalleri

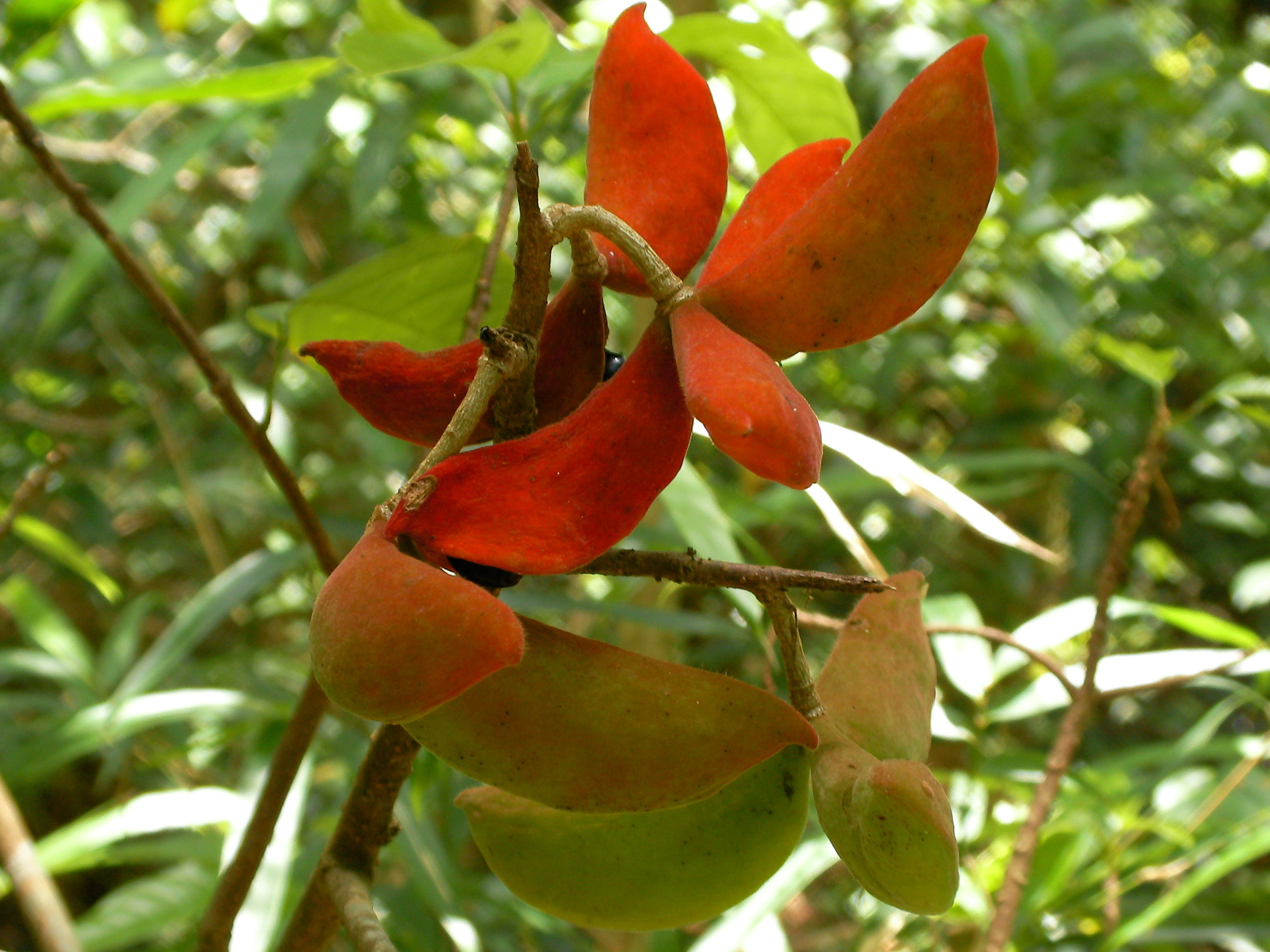